# Jászladány
Jászladány è un comune dell'Ungheria di 5.642 abitanti (dati 2013). È situato nella contea di Jász-Nagykun-Szolnok.